# Kelaganahalli, Piriyapatna
Kelaganahalli là một làng thuộc tehsil Piriyapatna, huyện Mysore, bang Karnataka, Ấn Độ.